# آپارتمان آکویا

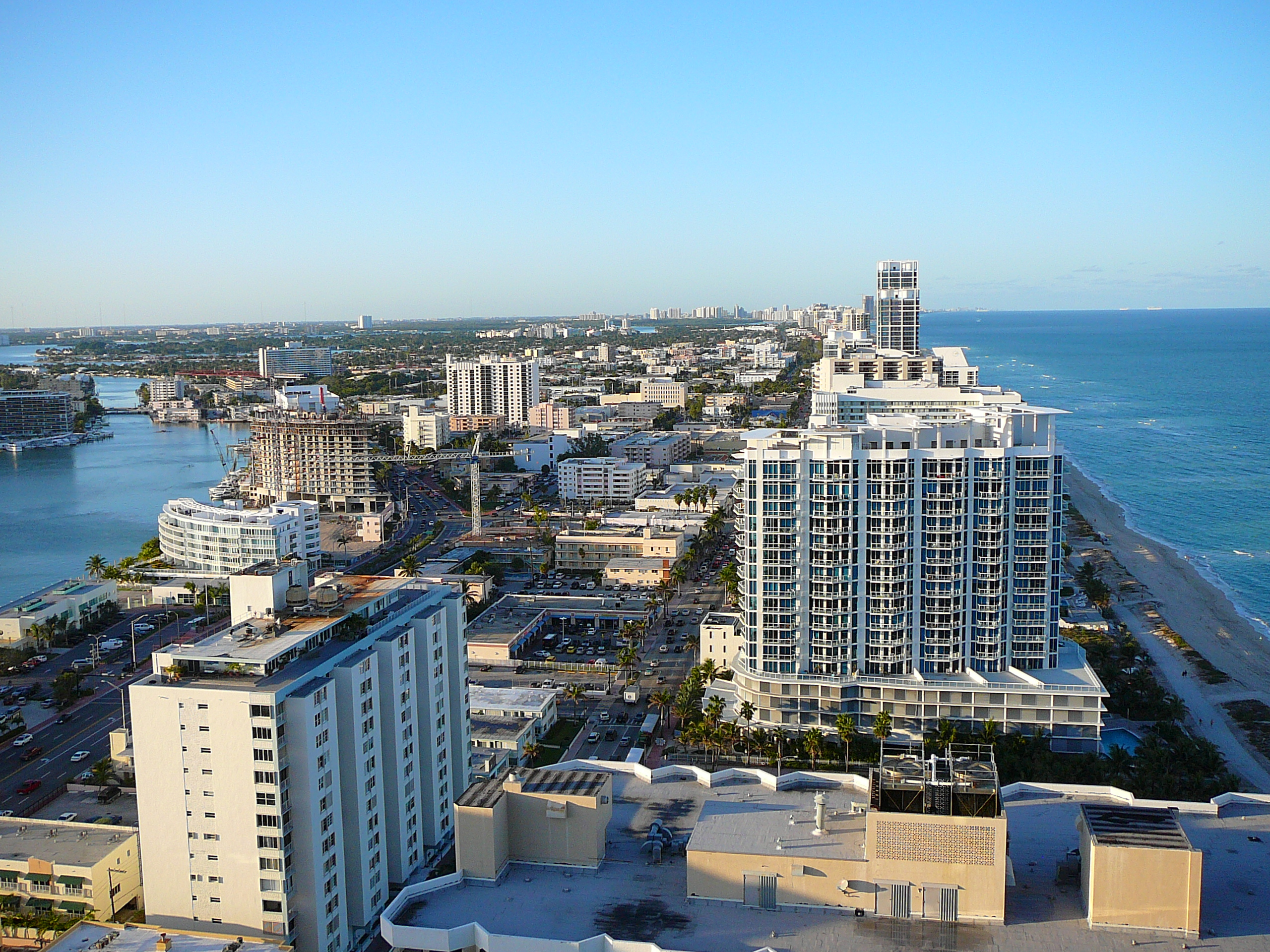
قسمت شمالی شهر میامی بیچ، فلوریدا، معروف به ساحل شمالی، از آپارتمان‌های آکویا در ۱۴/۲/۲۰۰۸ دیده می‌شود.

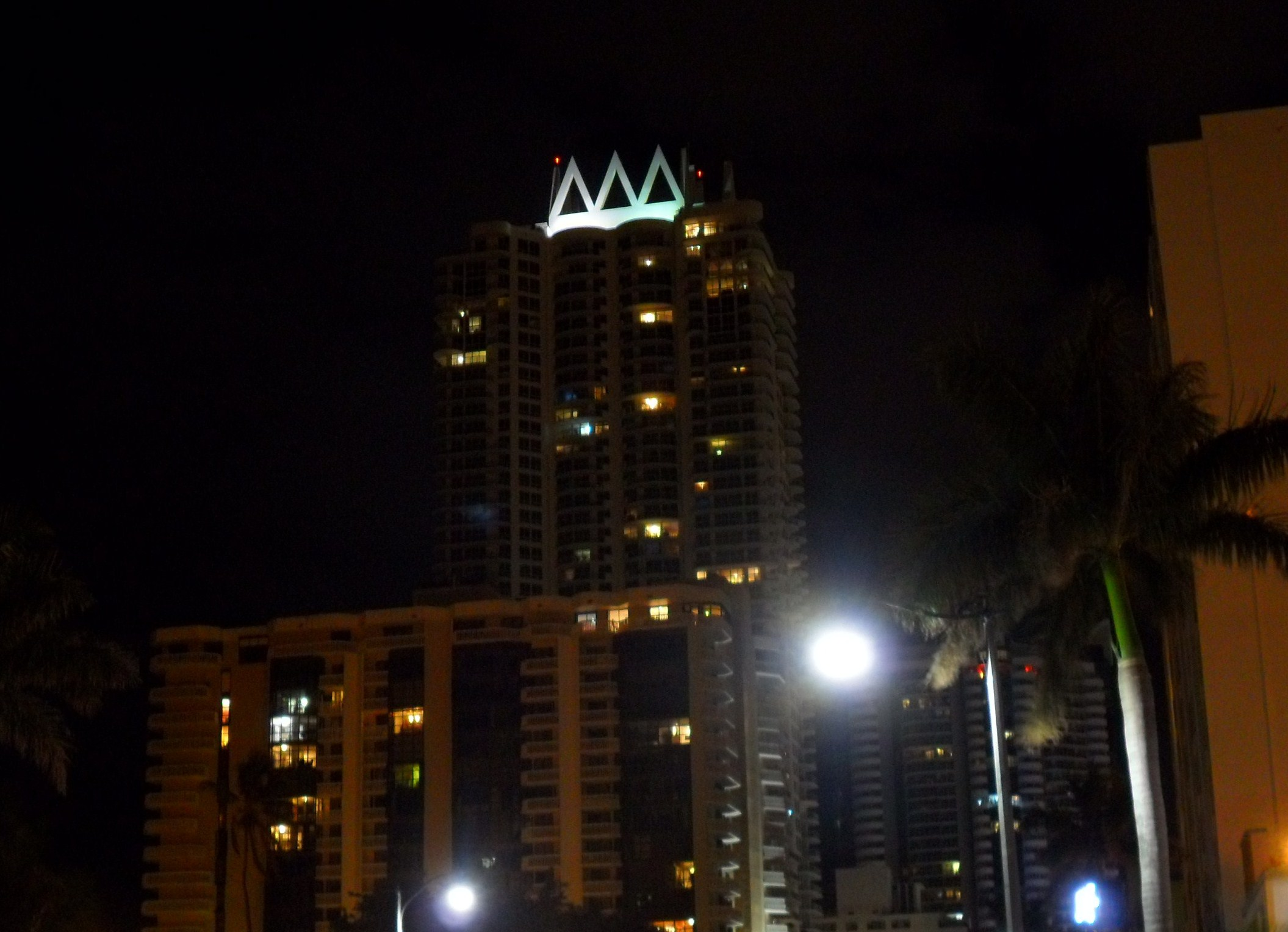
آپارتمان آکویا در شب از خیابان کالینز به سمت جنوب

آپارتمان آکویا (به انگلیسی: Akoya Condominiums)، یک آپارتمان ۴۷ طبقهٔ بلند مسکونی با مالکیت مشترک واقع در ساحل میامی، فلوریدا است. ساختمان آکویا در سال ۲۰۰۴ ساخته شده و ۱۵۰ متر ارتفاع دارد، و بعد از برج الماس آبی و برج الماس سبز با ارتفاع ۱۷۰ متر، سومین ساختمان بلند در ساحل میامی است. این ساختمان به عنوان یکی از آخرین ساختمانهای بسیار بلند مجاز در ساحل میامی است که پیش از اینکه فرمان ارتفاع ۱۹۹۸ در محدوده ۲۰۰ فوت اجرا شود، ساخته شد.
آپارتمان آکویا در اصل برنامه‌ریزی شده بود که برج الماس سفید نامیده شود.
طبقات آکویا بیشتر از ساختمانهای الماس آبی و سبز است اما سقف الماسی شکل آنها را ندارد. توسعه دهنده اصلی پروژه‌ها، تاجر برزیلی ماسیو آتایده، به دلیل فشارهای مالی که بعداً دو ساختمان دیگر را به ورشکستگی کشاند، مجبور شد پروژه الماس سفید را در سال ۲۰۰۱ بفروشد.
پروژه توسط گروه مرکو، تحت کنترل توسعه دهنده هومر مروئلو تکمیل شد، که بعداً هتل دوویل نزدیک آن را نیز خریداری کرد.
نام «آکویا» در اصل ژاپنی است (阿古 屋) و به صدف مروارید آکویا اشاره می‌کند که برای جایگزینی تم الماس انتخاب شده‌است.
آپارتمان آکویا در امتداد ساحل اقیانوس اطلس در خیابان کالینز واقع شده‌است. آپارتمان آکویا دارای ۵۲۸ واحد است که ۱۱ واحد در هر طبقه به ۴۸ طبقه منجر می‌شود. مرکز تناسب اندام مدرن، زمین تنیس، استخر و امکانات راکت‌بال منحصراً برای ساکنان آکویا در دسترس است.